# Tiago Pereira
Tiago Pereira (1972, Almoçageme), é um realizador, curador, argumentista e montador português, conhecido pelos seus documentários sobre as tradições musicais e populares portuguesas e pela criação do arquivo A Música Portuguesa a Gostar Dela Própria. 

## Percurso
Tiago Bettencourt Pereira, nasceu no dia 3 de Setembro de 1972 em Almoçageme, no concelho de Sintra, no distrito de Lisboa. É filho do músico e compositor Júlio Pereira. 
Após ter passado pelo liceu Passos Manuel e por outros liceus de Lisboa, entre e dois colégios internos (um deles em Portalegre), terminou o 12º ano na Academia de Artes e Tecnologias, cujo director era o cineasta Rui Simões amigo do seu pai. De seguida entrou no curso de montagem da Escola Superior de Teatro e Cinema (quando esta era ainda no Bairro Alto), onde frequentou apenas o primeiro ano e durante o qual foi trabalhar como estagiário com o realizador Edgar Pêra na produção do filme A janela (Maryalva Mix). 
Enquanto trabalhou com ele tornou-se num dos Cadete Luso Galáctico na Academia Luso Galáctica criada por Edgar Pêra e onde fez de tudo, nomeadamente actor, realizador e montador. Foi responsável pela montagem do filme As Desventuras du Homem-Kâmara -  Epizohdys, onde também interpretou uma personagem. 
Em 1998, grava um homem a trautear uma música imitando os sons de acordeão, utiliza o som na sua curta-metragem Quem canta seus males espanta e é galardoado nos Encontros de Cinema Documental do Teatro da Malaposta. 
Parte para Miranda do Douro para realizar o documentário 11 Burros Caem No Estômago Vazio, e conhece Adélia Garcia que irá gravar várias vezes,  incluindo-a em vários dos seus projectos, nomeadamente na série O Povo que ainda canta onde um episódios é sobr e ela. 
Entre 2004 e 2005, desenvolve com a realizadora Raquel Castro o projecto PróMemória, uma série de vídeos que documentam a etnografia de uma região através do imaginário infantil. Neste projecto efectuam recolhas sonoras e visuais das tradições e realizam ateliers de animação e vídeo em escolas do ensino básico. Este trabalho deu origem às curtas-metragens: Sonotigadores de tradições e A arte da memória, entre outras. 

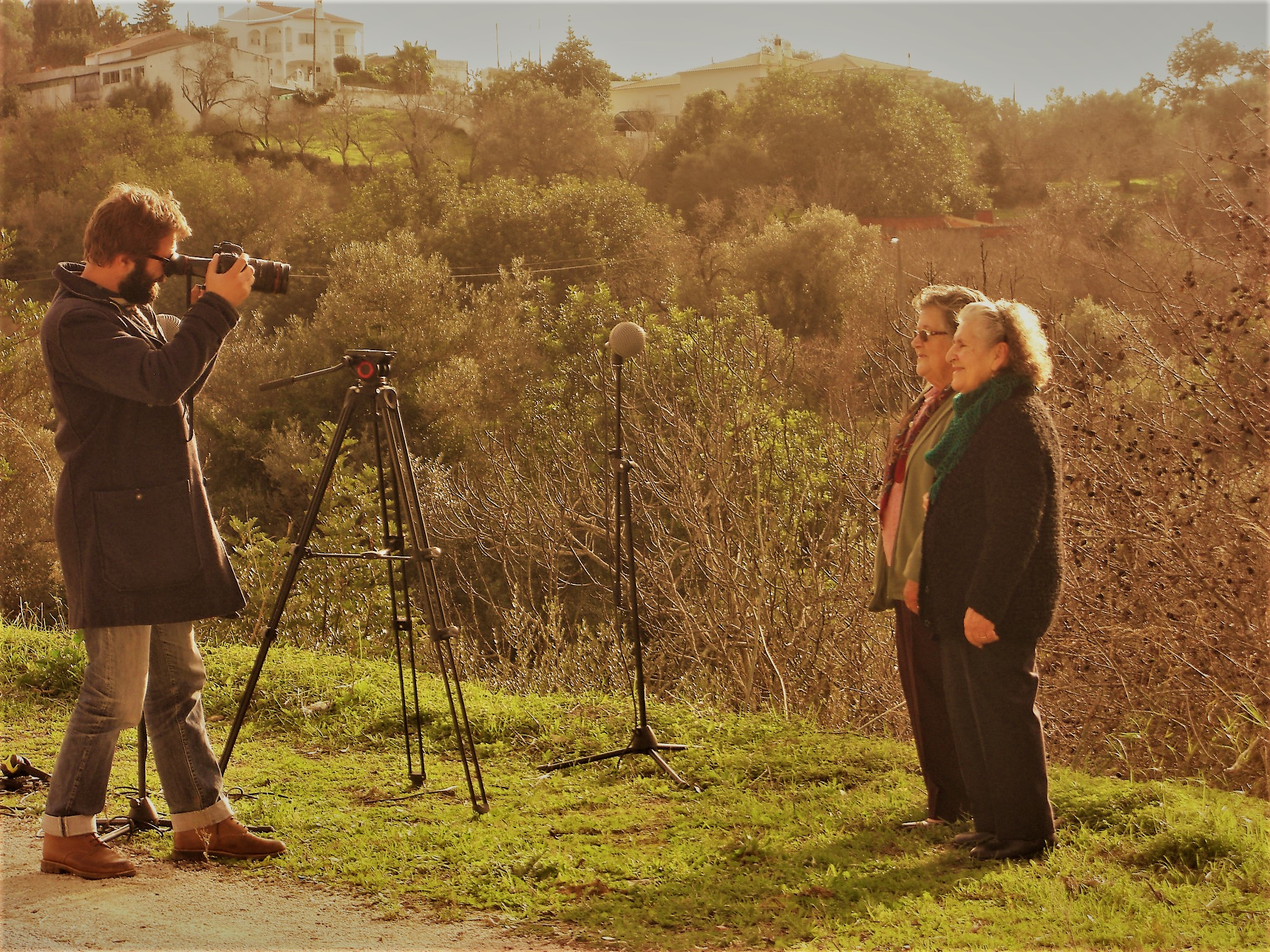
Tiago Pereira a gravar no Algarve, para A Música Portuguesa A Gostar Dela Própria, as irmãs Almerinda e Feliciana, em Almeijoafras

Em 2010, realiza o documentário Significado: se a música portuguesa se gostasse dela própria?  a convite da associação cultural D'orfeu que comemora nesse ano 15 anos de existência. E ao qual irá buscar o nome para a plataforma audiovisual, que funda em 2011 com Joana Barra Vaz: A Música Portuguesa A Gostar Dela Própria. 
Em 2011 vai para a Cornualha participar no projecto Decalcomania onde cria o vídeo We Are Not Old Ladies Singing, We Are Musical Instruments (Não somos velhinhas a cantar, nós somos instrumentos musicais), onde desenvolve a sua metodologia de trabalho que envolve a gravação de som, imagem, é um edição, arquivo e a sua transformação em performances e instalações audiovisuais ao vivo. 
Como é o caso do espectáculo Mandragora Officinarium, que apresentou em 2009 nas Festas de Lisboa e onde imperou a manipulação ao vivo de imagens e sons interpretados por artistas como Ernst Reijseger, B Fachada, Pedro Mestre, Tó Trips, Jorge Cruz, entre outros. 
Em 2013 lança o disco Dêem-me duas velhinhas, eu dou-vos o universo, onde reúne algumas das suas gravações, realizadas em várias regiões de Portugal e onde é possível ouvir um amolador, polifonia, trava-linguas, entre outros temas. A Blitz colocou o álbum entre os 18 que em 2013 receberam 5 estrelas da revista. 
Em 2014 até meados de 2015, dedica-se à realização e produção da série documental O Povo que Ainda Canta que estreará no inicio de 2015 na RTP2. Nela dá a conhecer o património imaterial português, dedicando cada episódio a uma temática especifica (instrumentos tradicionais como a gaita de foles de Coimbra, o adufe, a viola campaniça, polifonia de lafões, entre outros).  Após a conclusão da série, publicou em parceria com a editora Tradisom, o livro sobre a série em 2016. 
Povo que Ainda Canta, é também nome que dá ao seu programa de rádio na Antena 1 (2014 a 2017). 
Em 2018, junta-se a Paulo Amado director das Edições do Gosto e cria com ele o projecto A Moda da Cozinha, no qual entrevistam chefs portugueses e debruçam-se sobre gastronomia portuguesa. 
Desempenhou também o papel de curador em festivais como os Bons Sons, D'Bandada, entre outros. 

## Filmografia Seleccionada
- 1996 - José Afonso, insisto não ser tristeza [29][30]

- 1998 - Quem Canta os Seus Males Espanta
- 1999 - Dar o nome ao indizível [31]
- 2003 - Sonotigadores de Tradições (co-realizado com Raquel Castro) [32]
- 2004 - A Arte da Memória (co-realizado com Raquel Castro)
- 2005 - Meta-
- 2005 - Disparem à Vontade
- 2005 - Os Povoadores do Tempo

- 2006 - 11 Burros Caem No Estômago Vazio (Adélia Garcia faz parte do elenco) [33][34]
- 2007 - Arrhythmia [35][36]
- 2008 - Manda Adiante [37]
- 2008 - Folk-Lore (video-magazine com 4 episódios) [38]
- 2009 - Aniki In Da House [39][40][41]
- 2009 - Ao Alcance de Todos 2009 [42]
- 2009 - Day Dreaming in Public (co-realizado com Sofia Ponte) [43]

- 2010 - B Fachada, Tradição Oral Contemporânea [44][45]
- 2010 - Significado, se a música portuguesa se gostasse dela própria [46]
- 2010 - Photomaton - Retratos de João dos Santos (co-realizado com Sofia Ponte) [47]
- 2011 - Sinfonia Imaterial [48][49]
- 2011 - Lã em tempo real (co-realizado com Rosa Pomar) [50]
- 2012 - Vamos Tocar Todos Juntos Para Ouvirmos Melhor [51][52]
- 2012 - Não me importava morrer se houvesse Guitarras no Céu [53][54]
- 2013 - Só o Teatro é Real (sobre Júlio Pomar) [55]
- 2013 - Para imitar a vida, a arte de se esforçar
- 2014 - Solar dos Jorges (co-realizado com Alexandre Pomar) [56]
- 2014 - Com a Memória na Rima [57]
- 2014 - O Povo Que Ainda Canta (série documental) [20]
- 2014 - Quem Manda Aqui Sou Eu [58]
- 2015 - Porque Não Sou o Giacometti do Século XXI [59]
- 2017 - Os Cantadores de Paris [60][61]
- 2019 - A Ribeira a Gostar Dela Própria [62][63]
- 2025 - Onde Está o Zeca?, coprodução do Festival Política com A Música Portuguesa a Gostar Dela Própria [64]

## Videografia
1999 -  I have an olive tree on my belly, co-realizado com a bailarina Narcisa Costa 
2001 - Daritom, de Júlio Pereira 
2002 - As we like it, dos Jaguar
2007 - Erva Cidreira, dos Uxu Kalhus  
2007 - Coquelhada Marralheira, de Chuchurumel  
2007 - Faro Luso, de Júlio Pereira 
2009 - Olha Maria, de Joana Machado feat. Bernardo Sassetti 
2009 - Salomé, dos Pontos Negros 
2010 - Joana Transmontana, de B Fachada e com a participação de Adélia Garcia 
2013 - Siga a Rusga, dos Diabo na Cruz 
2013 - Magia e imaginação de Júlio Pereira

## Performances Audio-visuais
Paralelamente ao seu trabalho enquanto realizador Tiago Pereira é também conhecido como VJ (Vídeo Jockey) tendo criado várias performances audio-visuais, entre elas:
- 2008 - Aniki-Bóbó, Segue o seu caminho [74]
- 2009 - Mandragora Officinarum [18]
- 2010 - Equação [75]
- 2010 - Fireworks: manipulação imagens da revolução de 25 de Abril ao vivo na Casa da Música no Porto [76]
- 2011 - Arroz Negro Remix: manipulação de som e imagem ao vivo do filme Arroz Negro de José Madeira [77]
- 2011 - Flocking com artshare e OMIRI

Em 2014, criou juntamente com Sílvio Rosado o projecto Sampladélicos, no qual ambos recorrem às gravações de som e imagens gravadas em vários locais para criarem uma vídeo-performance em tempo real. Em 2016 lançaram o primeiro disco denominado de Não Nos Deixeis Cair em Tradição, e em 2020 Cavalo de Tróia. 

## Prémios e Reconhecimento
Em 1998, foi premiado com prémio de melhor realizador nos Encontros de Cinema Documental da Malaposta, com a sua curta Quem canta seus males espanta. 
A curta Metragem 11 Burros Caem No Estômago Vazio  foi premiada com: 
- Prémio Tóbis para o melhor documentário português no Doclisboa em 2006 [34]
- Prémio de Melhor Documentário Etnográfico Europeu no Dialektus Festival - European Documentary and Anthropological Film Festival (Hungria), em 2007 [81]

Em 2003 recebe o Grande Prémio do Júri no festival Ovarvídeo por Sonotigadores de Tradições. 
É novamente premiado em 2010, na primeira edição dos Prémios Megafone criados em homenagem ao músico João Aguardela, foi galardoado com o Prémio Missão. 
O disco de recolhas Dêem-me Duas Velhinhas, Eu Dou-vos o Universo, editado em 2013:
- Recebeu uma menção honrosa nos Prémios Sopa da Pedra atribuídos pela Rádio Universitária do Algarve [85]
- A Blitz colocou na lista dos álbuns aos quais a revista atribuiu, em 2013, 5 estrelas [19]
- O critico Mário Lopes do Ipsilon do Jornal Público deu-lhe 3 estrelas [86]
- O blog A Certeza da Música considerou-o um dos melhores discos portugueses desse ano [87]

Foi nomeado para o Prémio Autores de 2015, na categoria de Melhor Programa de Entretenimento, com a série documental O Povo Que Ainda Canta. 
Aparece na capa do disco A Viagem dos Capitães da Areia a bordo do Apolo 70 da banda Capitães da Areia, a carregar uma adufeira ao lado de outras figuras da música portuguesa, nomeadamente José Cid, Toy, Samuel Úria, entre outros. 